# JR西日本コミュニケーションズ
株式会社JR西日本コミュニケーションズ（ジェイアールにしにほんコミュニケーションズ）は、大阪府大阪市に本社を置く広告代理店。西日本旅客鉄道（JR西日本）の子会社（連結子会社）であり、JR西日本グループの一員。

## 概要
JR西日本グループの中核企業の一社で、JR西日本のハウスエージェンシー。また、JR西日本の交通媒体（WESTビジョンなど）を管理する媒体社でもある。一般企業や官公庁などの案件も多い。
略称はJコミ（ジェイコミ）である（ジェイアール東日本企画はjekiと区別される）。

## 沿革
- 1979年（昭和54年）4月 - 株式会社大阪メディア・サービスとして設立[4]
- 1988年（昭和63年）11月 - 株式会社ジェイアール西日本コミュニケーションズに商号変更。「大阪メディア・サービス株式会社」を設立
- 2014年（平成26年）6月 - 株式会社JR西日本コミュニケーションズに商号変更
- 2015年（平成27年）11月24日 - 本店登記地を大阪市北区梅田2丁目5番2号新サンケイビル内から、大阪市北区堂島1丁目6番20号堂島アバンザ8階に変更[5]

## 本社・事業所
- 本社 - 大阪市北区堂島1丁目6番20号（堂島アバンザ8階）
- 東京本社 - 東京都品川区
- 北陸支社 - 石川県金沢市
- 京都支社 - 京都市下京区
- 和歌山支店 - 和歌山県和歌山市
- 北近畿支店 - 京都府福知山市
- 岡山支社 - 岡山市北区
- 山陰支店 - 鳥取県米子市
- 中国支社 - 広島市東区
- 九州支社 - 福岡市博多区

## 関係会社
親会社
- 西日本旅客鉄道株式会社

子会社
- 大阪メディア・サービス株式会社（100％出資）